# King Harvest
I King Harvest sono stati un gruppo musicale statunitense attivo negli anni settanta del XX secolo. Sono conosciuti soprattutto per il loro singolo Dancing in the Moonlight.

## Storia
Il gruppo era formato da alcuni ragazzi americani espatriati a Parigi nel 1970: Dave Robinson (voce), Ron Altbach (tastiere), Eddy Tuleja (chitarra), Paul Harris (tastiera), Didier Alexander (basso) e Wells kelly (batteria), tutti attivi in precedenza nell'area di New York. La particolarità della band era quella di avere tre tastieristi: Robinson, Altbach e Harris. Nel 1972, Paul Harris lascia il gruppo per unirsi ai Manassas, guidato da Stephen Stills.
Il 45 giri Dancing In The Moonlight, estratto dall'omonimo album, venne pubblicato con Lady, Come Home To Me nel Lato B. Il brano non era inedito: era una canzone composta dal chitarrista e cantante Sherman Kelly, e già incisa con la band Boffalongo nel 1970. Raggiunse la 13ª posizione nella classifica Billboard Hot 100.

## Discografia

### Album in studio
- 1971 - I Can Tell
- 1972 - Dancing in the Moonlight
- 1974 - King Harvest
- 1980 - Young Love
- 2015 - Old Friends

## Formazione

### Ultima
- Rod Novak - voce, chitarra, tastiera, flauto, sassofono (1972-1974; 1979-1982;2014-2017)
- Eddy Tuleja -  chitarra (1970-1974; 1979-1982; 2014-2017)
- John Tropea – chitarra (1970-1974; 1979-1982; 2014-2017)
- Anthony Cloud – tastiera (2014-2017)
- Didier Alexander - basso (1970-1974; 1979-1982; 2014-2017)
- David Montgomery - batteria (1979-1982; 2014-2017)

### Ex componenti
- Paul Harris - voce, sassofono, flauto, tastiera (1970-1972; morto nel 2023)
- Dave Robinson - voce, chitarra (1970-1974; 1979-1982; morto nel 2012)
- Ron Altbach - tastiera (1970-1974; 1979-1982; morto nel 2023)
- Wells Kelly - batteria (1970-1974; morto nel 1984)
- Tony Cahill - chitarra (1974; morto nel 2014)